# Wagonette

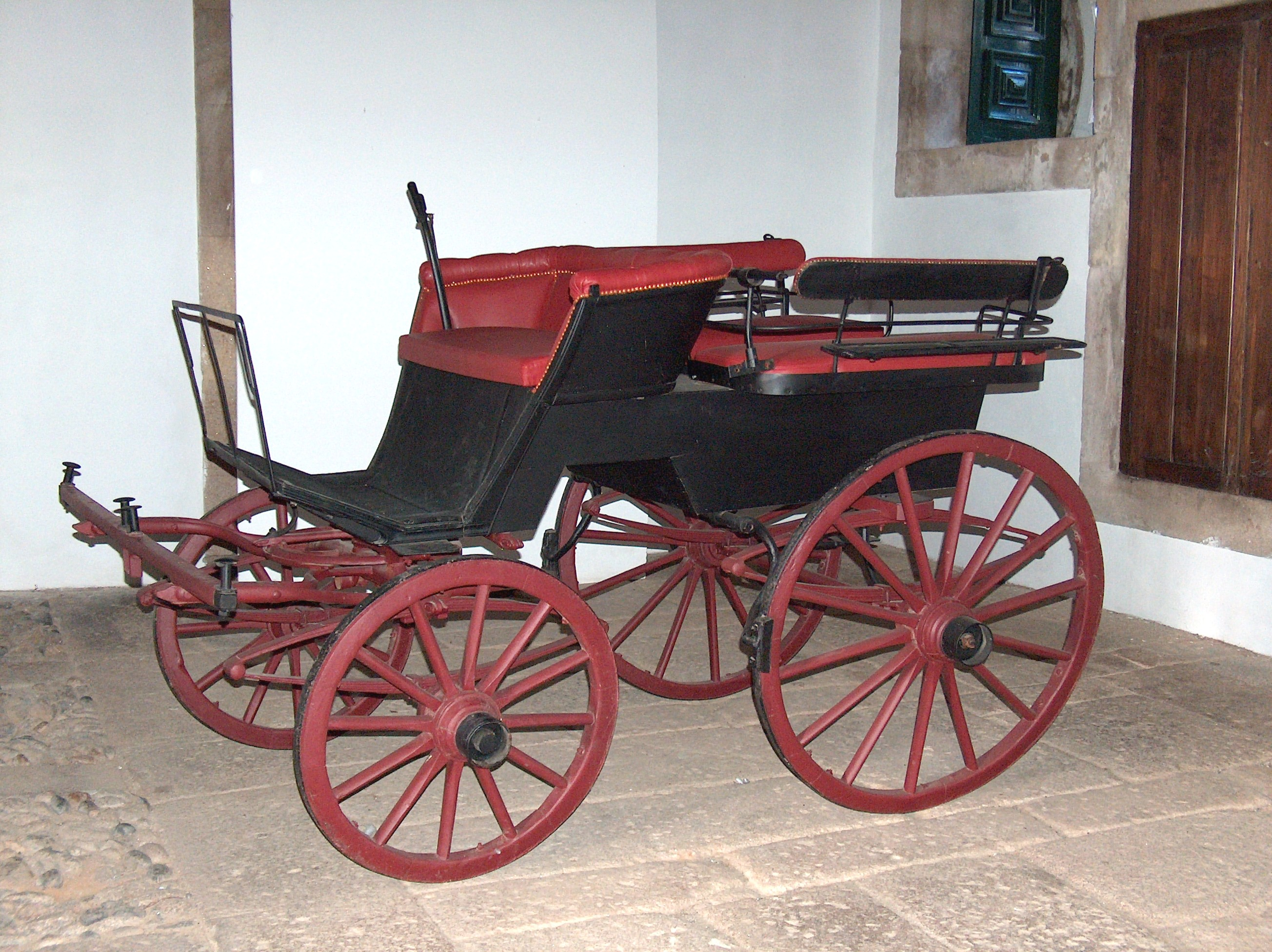
Portugese wagonette

Een wagonette is een geveerd vierwielig rijtuig, waarvan de passagiersbanken vis-à-vis in lengterichting zijn opgesteld. De passagiers kunnen van achteren via een vaste opstaptrede instappen en achter de koetsiersbok, tegenover elkaar, plaatsnemen. Het is nog steeds een veelvoorkomend wagentype, geschikt voor kleine gezelschappen en qua type sterk lijkend op de wat grotere janplezier, die meestal overdekt is.

## Afbeeldingen

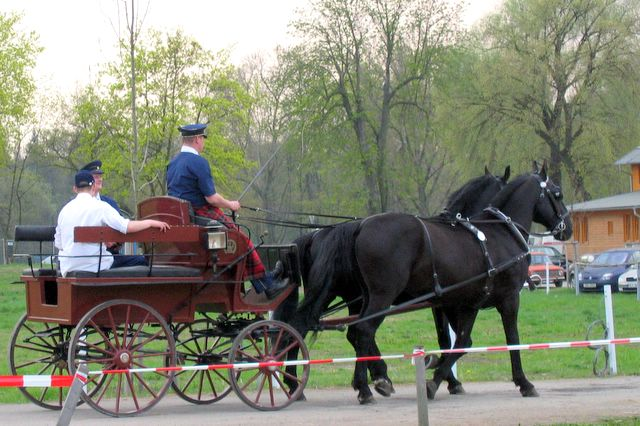
Tsjechische wagonette
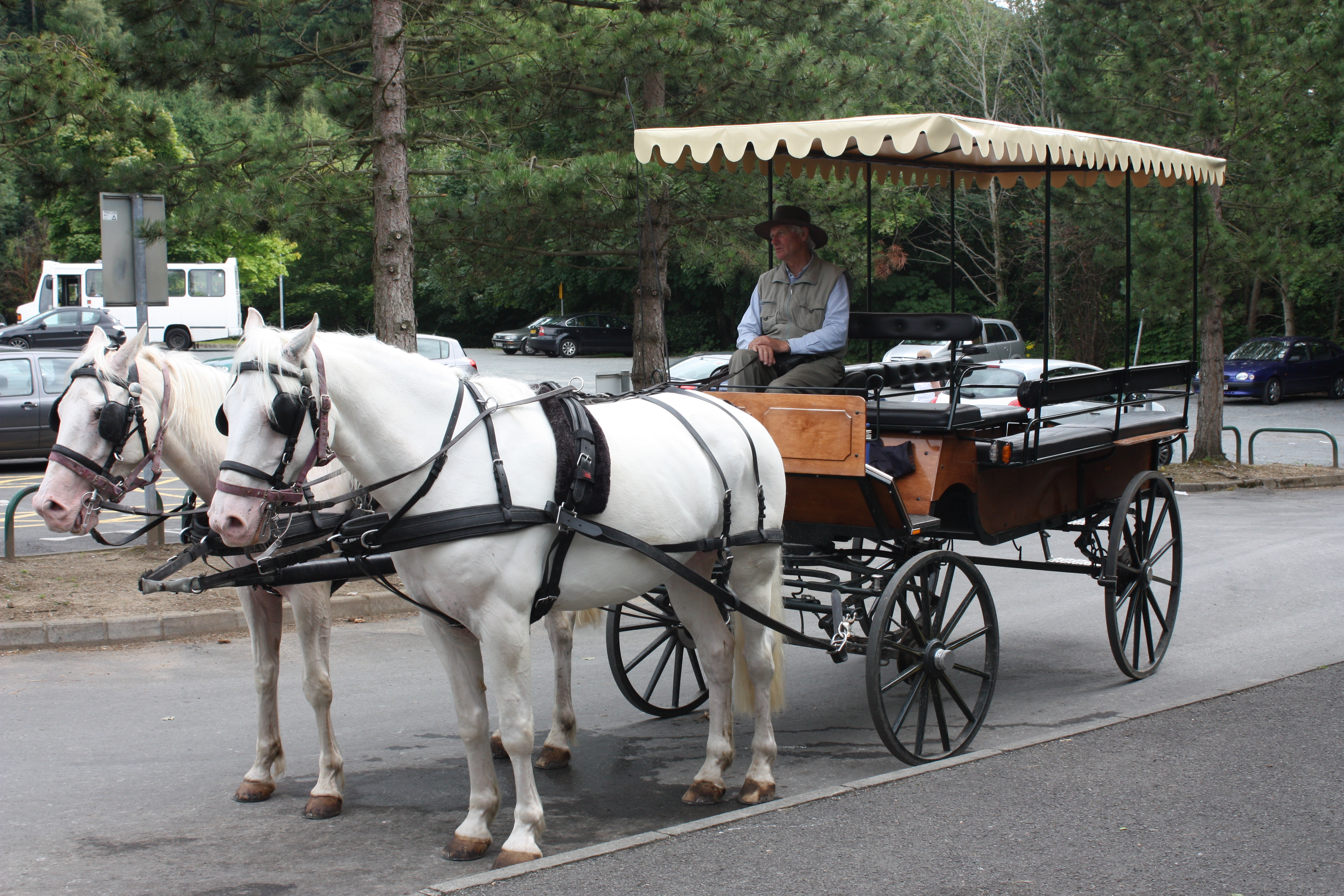
Ierse stadswagonette
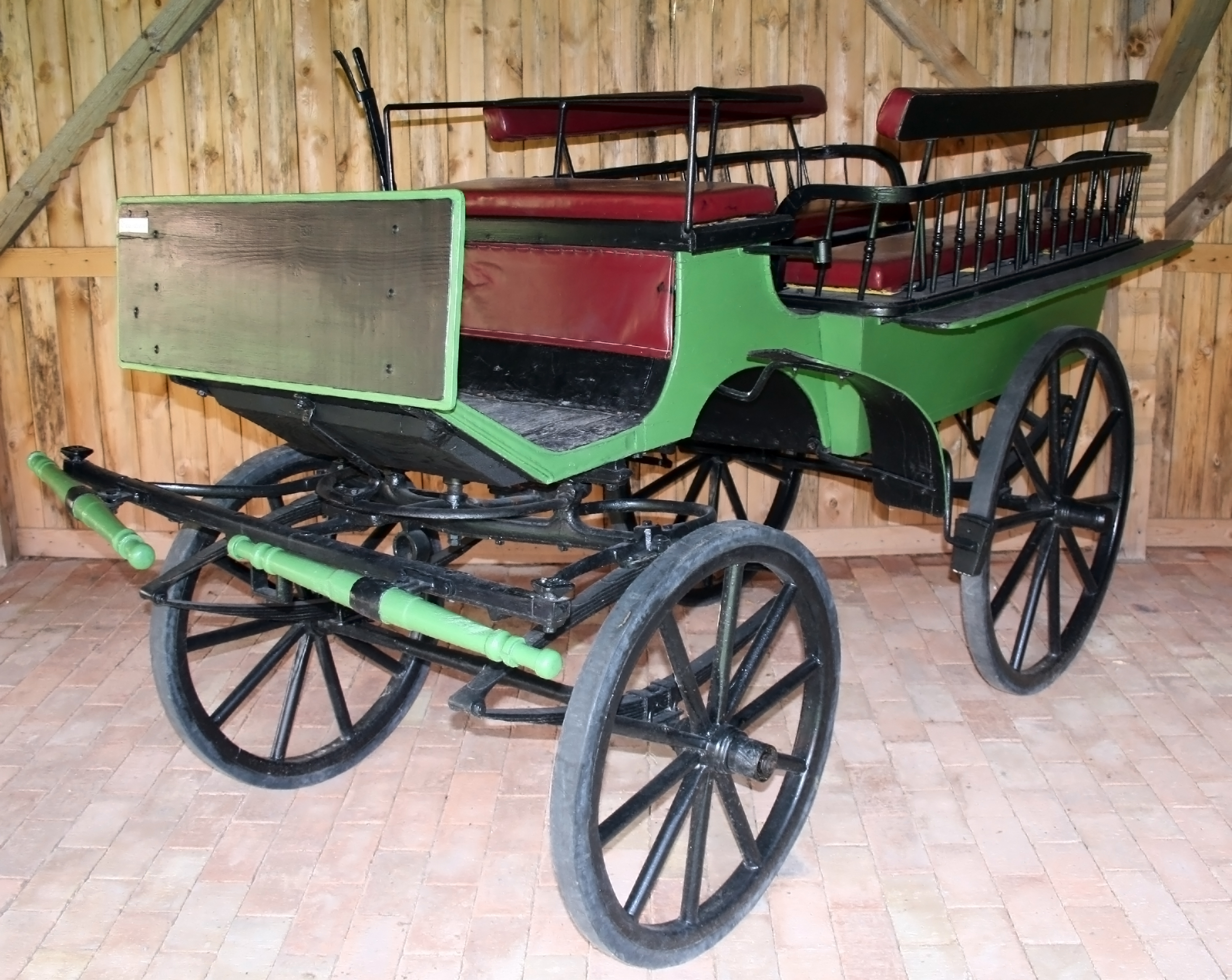
Hongaarse jachtwagonette